# Synecta ulothrix
Synecta ulothrix là một loài bướm đêm trong họ Geometridae.